# نير عكيفا
نير عكيفا (بالعبرية: נִיר עֲקִיבָא‏) هو موشاف في جنوب إسرائيل. يقع في شمال غربي النقب بالقرب من نتيفوت ونير موشي، ويقع ضِمن نطاق مجلس مرحافيم الإقليمي. في 2019، بلغ عدد سكانه 686.

## التاريخ
أُقِيم الموشاف عام 1953 على أرض تابعة لقرية الكوفخة الفلسطينية. سُمِي على اسم أكيفا إيتنجر، رئيس دائرة الاستيطان في الوكالة اليهودية. وفي أواخر السبعينيات كان عمير بيرتز عضواً في الموشاف.

## وصلات خارجية
- Nir Akiva Negev Information Centre